# كازويا ناكاي
كازويا ناكاي (中井和哉 ناكاي كازويا) هو مؤدي أصوات ياباني ولد في 25 نوفمبر 1967 في هيوغو، كوبي.

## أدواره في الأنمي

### مسلسلات أنمي تلفزيونية
- إكس إكس إكس هوليك - شيزوكا دوميكي
- إكس إكس إكس هوليك: كي - شيزوكا دوميكي
- ون بيس - رورونوا زورو، بيير
- ساموراي تشامبلو - موغين
- غينتاما - توشيرو هيجيكاتا
- غينتاما’ - توشيرو هيجيكاتا
- غينتاما゜ - توشيرو هيجيكاتا
- غينتاما. - توشيرو هيجيكاتا
- كوكب ملك الوحوش - زاغي
- ديث نوت - كانزو موغي
- هلسينغ - يان فالنتاين
- ترينيتي بلاد - تريس إيكيس
- المقيم الأبدي - ماغاتسو تايتو
- باتل بروغرامر شيراسي - أكيرا شيراسي
- ما بعد الحرب جاندام إكس - ويتس سو
- البدلة المتنقلة جاندام سيد - الراهب مالكيو
- سنغوكو باسارا - داتي ماساموني
- سنغوكو باسارا تو - داتي ماساموني
- أسو نو يويتشي! - ريو واشيزو
- دي جرايمان - جوزو
- سكرابد برنسس - غاليل، سوكوم
- أسطول الزجاج - إيكاردو (أيام الرشد)
- خيميائي الفولاذ: فل ميتال ألكيميست - الرائد مايلز
- دار الأوراق الخمس - سينكيتشي
- شيكاباني هيمي: أكا - هاغينو
- دورارارا!! - غينجيرو ماروؤكا
- الإكسورسيست الأزرق - ريوجي سوغورو
- الإكسورسيست الأزرق: ملك كيوتو الملوث - ريوجي سوغورو
- الإبن المتجول - مانابو سايشو
- هيوغيمونو - داتي ماساموني
- دانغانرونبا ذي أنيميشن - موندو أوادا
- إينيشال دي Fifth Stage - ريوجي إيكيدا
- كرة سلة كوروكو - شويتشي إيمايوشي
- كود:بريكر - كود:01 السابق
- حرب السحر - كيبّي واشيزو
- آلدنوا زيرو - كويتشيرو ماريتو
- سيلور مون سيلور ستارز - إيتّو أسانوما
- غود إيتر - سوما شيكسال
- جبهة حاجز الدم - زاب رينفرو
- جبهة حاجز الدم & BEYOND - زاب رينفرو
- لعبة الجوكر - فوكوموتو
- بوكيمون - وودراف، جينيرو
- دراغون بول سوبر - تاغوما
- ماغي: مغامرات سندباد - الراوي
- فريق الإطفاء الناري - أكيتارو أوبي
- فريق الإطفاء الناري: الجزء الثاني - أكيتارو أوبي
- غولدن كاموي - شينباتشي ناغاكورا (أيام الشباب)
- أهيرو نو سورا - شينيتشي تشيبا
- إعادة تجسيدي في هيئة هلام - لابلاس
- ناروتو شيبودن - فوريدو
- بوروتو: ناروتو نكست جينيريشنز - أوراشيكي أوتسوتسوكي

### أوفا أنمي
- إكس إكس إكس هوليك: شونموكي - شيزوكا دوميكي، هاروكا دوميكي
- إكس إكس إكس هوليك: رو - شيزوكا دوميكي، هاروكا دوميكي
- سينت سيا: هادس: المعابد الإثنا عشر - وورم رايمي
- سينت سيا: ذا لوست كانفاس - كابريكورن إلسيد
- فيت/بروتوتايب - لانسر

### أفلام أنمي
- إكس إكس إكس هوليك: حلم ليلة منتصف الصيف - شيزوكا دوميكي
- ون بيس: الفيلم - رورونوا زورو
- ون بيس: مغامرة في جزيرة الساعة - رورونوا زورو
- ون بيس: مملكة تشوبر في جزيرة الحيوانات الغريبة - رورونوا زورو
- ون بيس: مغامرة الطريق المسدود - رورونوا زورو
- ون بيس: السيف المقدس الملعون - رورونوا زورو
- ون بيس: البارون أوماتسوري والجزيرة السرية - رورونوا زورو
- ون بيس: جندي قلعة كاراكوري الآلي - رورونوا زورو
- ون بيس: أميرة الصحراء والقراصنة - رورونوا زورو
- ون بيس: معجزة الساكورا في الشتاء - رورونوا زورو
- ون بيس فيلم: العالم القوي - رورونوا زورو
- ون بيس: مطاردة قبعة القش - رورونوا زورو
- ون بيس فيلم زد - رورونوا زورو
- ون بيس فيلم غولد - رورونوا زورو
- ون بيس ستامبيد - رورونوا زورو
- ون بيس ريد - رورونوا زورو
- سلسلة أفلام بريك بليد
  - بريك بليد: الفصل الثالث «جرح سيف القاتل» - بوركوس
  - بريك بليد: الفصل الرابع «أرض الكارثة» - بوركوس
  - بريك بليد: الفصل الخامس «أفق الموت» - بوركوس
  - بريك بليد: الفصل السادس «حصن الحزن» - بوركوس
- فيلم بليتش: فصل الجحيم - كوكوتو
- فيلم المحقق كونان: القناص من البعد الآخر - تيموشي هنتر
- سنغوكو باسارا: ذا لاست بارتي - داتي ماساموني
- سلسلة أفلام بيرسونا 3 ذا موفي
  - بيرسونا 3 ذا موفي: #1 Spring of Birth - شينجيرو أراغاكي
- فيلم ديجيمون سيفرز: القوة القصوى! تفعيل بورست مود!! - غاومون
- فيلم سيلور مون S: اجتماع سيلور غارديانز التسع! معجزة بلاك دريم هول - أورانجا
- دراغون بول زد: إعادة إحياء "إف" - تاغوما
- فيلم غينتاما: الترجمة الجديدة, فصل بينيزاكورا - توشيرو هيجيكاتا
- فيلم غينتاما: الخاتمة, يوروزويا للأبد - توشيرو هيجيكاتا
- غينتاما: ذا فاينل - توشيرو هيجيكاتا
- الليل قصير, سيري يا فتاة - سيتارو هيغوتشي
- بينو: ربيع السابعة عشر - أونيجيما
- ثلاثية أفلام غودزيلا
  - غودزيلا: كوكب الوحوش - هالويلو دولودو
  - غودزيلا: مدينة على شفير القتال - هالويلو دولودو
- بونغو ستراي دوغز DEAD APPLE - تاتسوهيكو شيبوساوا
- البدلة المتنقلة جاندام ناريتيف - إياغو هاركانا
- فيلم الإكسورسيست الأزرق - ريوجي سوغورو
- الرحلة - مصعب

## أدواره في ألعاب الفيديو
- بيرسونا 3 - شينجيرو أراغاكي
- بيرسونا 3 فيس - شينجيرو أراغاكي
- بيرسونا 3 بورتبل - شينجيرو أراغاكي
- بيرسونا Q شادو أوف ذا لابيرينث - شينجيرو أراغاكي
- بيرسونا 3 دانسينغ إن مونلايت - شينجيرو أراغاكي
- فاينل فانتسي X - واكا
- ديسيديا 012: فاينل فانتسي - جلجامش
- كينغدوم هارتس II - راي
- ديفل كينغز - أزور دراغون
- سنغوكو باسارا: ساموراي هيروز - ماساموني داتي
- تيلز أوف ليجنديا - موزس ساندور
- ون بيس: بايريت واريورز - رورونوا زورو
- ون بيس: بايريت واريورز 2 - رورونوا زورو
- ون بيس: بايريت واريورز 3 - رورونوا زورو
- ون بيس: بيرنينغ بلاد - رورونوا زورو
- ون بيس: وورلد سيكر - رورونوا زورو
- ون بيس: بايريت واريورز 4 - رورونوا زورو
- دانغانرونبا: تريغر هابي هافوك - موندو أوادا
- غود إيتر - سوما شيكسال
- غود إيتر بورست - سوما شيكسال
- غود إيتر ريزوركشن - سوما شيكسال
- غود إيتر 2 - سوما شيكسال
- غود إيتر 2 ريج برست - سوما شيكسال
- جوجوز بيزار أدفنتشر: آيز أوف هيفن - إيلوزو
- سلسلة ألعاب إس دي جاندام جي جينيريشن
  - إس دي جاندام جي جينيريشن أوفر وورلد - رانالو شيد
- بليد آركوس فروم شاينينغ - ديلان
- شبح تسوشيما - جين ساكاي
- ديستريغا - تيم
- الإكسورسيست الأزرق: لابيرينث الأوهام - ريوجي سوغورو

## أدواره في الدبلجة اليابانية
- أساطير الغد - ريب هنتر

## وصلات خارجية
- كازويا ناكاي على موقع IMDb (الإنجليزية)
- كازويا ناكاي على موقع ألو سيني (الفرنسية)
- كازويا ناكاي على موقع ميوزك برينز (الإنجليزية)
- كازويا ناكاي على موقع ديسكوغز (الإنجليزية)
- كازويا ناكاي على موقع قاعدة بيانات الفيلم (الإنجليزية)
- كازويا ناكاي على موقع ANN person (الإنجليزية)